# Escuela de Valladolid

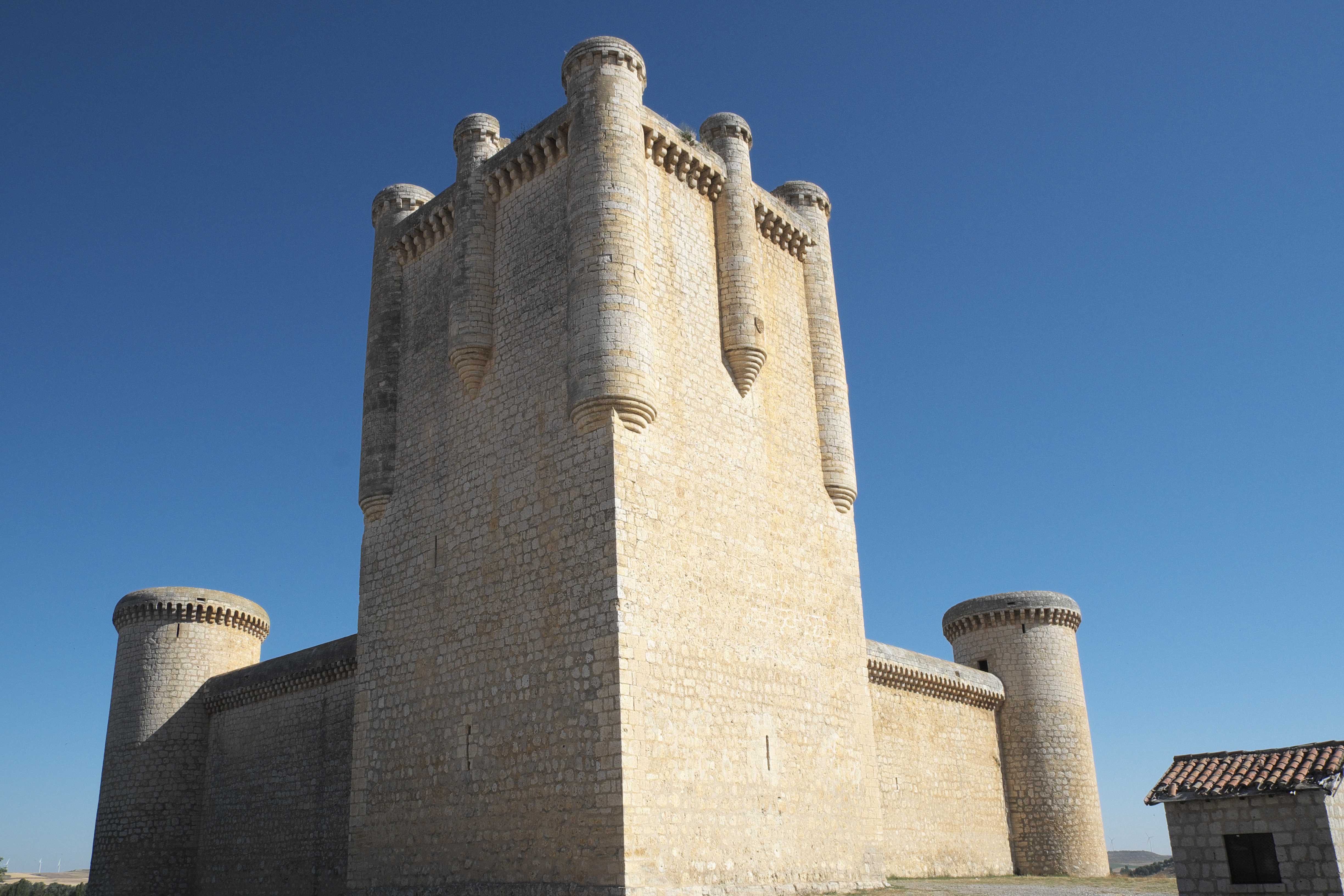
El castillo de los Comuneros de Torrelobatón es un ejemplo típico de los castillos que siguen el modelo de la "escuela de Valladolid".

Los llamados castillos de la escuela de Valladolid son un tipo de modelos que se pusieron de moda tras los arreglos que hizo el rey Enrique IV de Castilla en el castillo de Portillo y también en el de La Mota (Medina del Campo) a principios del siglo XV.
Cobos Guerra y Castro Fernández restringen las fortificaciones adscritas a la escuela a los castillos de Foncastín, Fuente el Sol, Fuensaldaña, Fuentes de Valdepero, la fase correspondiente al interior del castillo de la Mota, la segunda fase del castillo de Portillo, el castillo de Torrelobatón, el de Villafuerte, el de Villalonso y el de Villavellid. Gutiérrez Robledo cita también al castillo de Narros de Saldueña como seguidor —a excepción del arranque de los esquinales— de las líneas de la escuela.Otros añaden a la lista el castillo de Peñafiel.

## Características
Las características son:
- Época: siglo XV.
- Tener planta cuadrada.
- Tener una gran Torre del Homenaje.
- Proporción: la altura de la Torre es igual al lado del recinto cuadrado, y al doble de la altura del mismo[6]
- Propietarios: no eran de reyes, unos pocos eran de grandes familias señoriales, la mayoría eran de pequeños nobles (antes plebeyos) que buscaban ascender socialmente.
- Con la pronta aparición de la artillería ya no cumplirán una función de fortaleza sino que se convertirán en palacios y residencias, quedando así reducidos a simples símbolos de ostentación por parte de sus dueños.

## Castillos de la Escuela de Valladolid
|  | Castillo                           | Localización                                | Coordenadas                               | Notas                                                                                           |
|  | ---------------------------------- | ------------------------------------------- | ----------------------------------------- | ----------------------------------------------------------------------------------------------- |
|  | Castillo de Foncastín              | Foncastín, provincia de Valladolid          | 41°25′25″N 5°01′20″O / 41.42361, -5.02222 |                                                                                                 |
|  | Castillo de Fuensaldaña            | Fuensaldaña, provincia de Valladolid        | 41°42′22″N 4°46′03″O / 41.70611, -4.76750 | Sede de las Cortes de Castilla y León entre 1983 y 2007.                                        |
|  | Castillo de Fuente el Sol          | Fuente el Sol, provincia de Valladolid      | 41°10′36″N 4°56′17″O / 41.17667, -4.93806 | Usado parcialmente como cementerio.                                                             |
|  | Castillo de Fuentes de Valdepero   | Fuentes de Valdepero, provincia de Palencia | 42°04′24″N 4°30′05″O / 42.07333, -4.50139 |                                                                                                 |
|  | Castillo de La Mota                | Medina del Campo, provincia de Valladolid   | 41°18′32″N 4°54′30″O / 41.30889, -4.90833 | Se considera parcialmente de la escuela de Valladolid. Propiedad de la Junta de Castilla y León |
|  | Castillo de Narros de Saldueña     | Narros de Saldueña, provincia de Ávila      | 40°52′26″N 4°52′4″O / 40.87389, -4.86778  | Se considera parcialmente de la escuela de Valladolid.                                          |
|  | Castillo de Peñafiel               | Peñafiel, provincia de Valladolid           | 41°35′48″N 4°06′51″O / 41.59667, -4.11417 | Se considera parcialmente de la escuela de Valladolid. Actual Museo del Vino.                   |
|  | Castillo de Portillo               | Portillo, provincia de Valladolid           | 41°28′45″N 4°35′16″O / 41.47917, -4.58778 | Donado por Pío del Río Hortega a la Universidad de Valladolid                                   |
|  | Castillo de los Comuneros          | Torrelobatón, provincia de Valladolid       | 41°39′02″N 5°01′31″O / 41.65056, -5.02528 | Se rodó parte de la película "El Cid" con Charlton Heston.                                      |
|  | Castillo de Villafuerte de Esgueva | Villafuerte, provincia de Valladolid        | 41°43′58″N 4°19′27″O / 41.73278, -4.32417 |                                                                                                 |
|  | Castillo de Villalonso             | Villalonso, provincia de Zamora             | 41°36′33″N 5°17′49″O / 41.60917, -5.29694 |                                                                                                 |
|  | Castillo de Villavellid            | Villavellid, provincia de Valladolid        | 41°41′24″N 5°16′31″O / 41.69000, -5.27528 |                                                                                                 |